# Vázquez Vela
Vázquez Vela är en ort i Mexiko.   Den ligger i kommunen Tezonapa och delstaten Veracruz, i den sydöstra delen av landet, 260 km öster om huvudstaden Mexico City. Vázquez Vela ligger 547 meter över havet och antalet invånare är 358.
Terrängen runt Vázquez Vela är varierad. Runt Vázquez Vela är det ganska tätbefolkat, med 100 invånare per kvadratkilometer. Närmaste större samhälle är Cuitláhuac, 18,1 km norr om Vázquez Vela. I omgivningarna runt Vázquez Vela växer i huvudsak städsegrön lövskog.